# Chất độc toàn thân
Chất độc toàn thân là nhóm chất độc quân sự, tác động nhanh, độc tính cao, gây trúng độc toàn thân dẫn đến tử vong. Thuộc nhóm chất độc này có: acid hydrocyanic (HCN), cyano chloride (ClCN, viết tắt là CK), perfluoroisobutylen, arsin (AsH3), phosphin (PH3), hợp chất cơ-carbonyl và hợp chất có fluor; trong đó 2 chất acid hydrocyanic, cyano chloride có độc tính cao.

## Đặc điểm
Chất độc toàn thân được sử dụng ở trạng thái khí, không gây trúng độc ở vị trí nó xâm nhập vào cơ thể mà gây tổn thương ở máu (do đó còn gọi là chất độc hại máu), hệ thần kinh và có thể gây chết người trong vài phút nếu bị nhiễm qua đường hô hấp hoặc tiêu hóa. Ở nồng độ lớn (110 mg/L), chất độc toàn thân có thể gây trúng độc qua da. Nguyên nhân dẫn đến tử vong là do các nhóm cyan (CN) của chất độc liên kết với các enzym oxy hóa các mô (ví dụ: enzym cytochrome c oxidase), làm cho enzym này mất khả năng vận chuyển oxy từ máu cung cấp cho các mô. Giai đoạn hô hấp của mô bị ức chế tới 90-95%, mặc dầu hàm lượng oxy trong máu rất cao.

### Acid hydrocyanic
- Tính chất và cơ chế hoạt động của acid hydrocyanic: dạng tinh khiết là chất lỏng không màu, mùi hạnh nhân; nhiệt độ đông đặc -15°C, nhiệt độ sôi 26,5°C; rất dễ bay hơi, tan tốt trong nước (bị thủy phân ở nhiệt độ thường), các dung môi hữu cơ (rượu, ether, xăng, hydrocarbon lỏng) và một số chất độc khác (cyano chloride, cyano bromide, phosgene).[1]
- Sử dụng ở thể hơi gây trúng độc qua đường hô hấp.[1]
- Triệu chứng trúng độc: đỏ da, giãn đồng tử, rát họng, cảm nhận có vị tanh kim loại trong miệng, buồn nôn, đau đầu, khó thở, co giật.[1]
- Cơ chế trúng độc: làm rối loạn quá trình hô hấp của tế bào và mô, gây ra hiện tượng đói oxy, dẫn đến tử vong. Liều tử vong 2-5 mg.phút/L. Nồng độ thấp chủ yếu gây chảy nước mắt. Thường sử dụng dưới dạng hỗn hợp với các chất độc khác, nhồi trong bom, đạn hóa học hoặc trong các thùng thả từ máy bay.[1]
- Quân đội Pháp đã sử dụng acid hydrocyanic với arsin (AsH3) đánh lại quân Đức trong Chiến tranh thế giới lần thứ nhất. Trong chiến tranh Iran-Iraq (1980-1988), Quân đội Iraq sử dụng bom chứa AC trong trận tập kích hóa học vào Halabja.[1]

### Cyano chloride
Tính chất và cơ chế hoạt động của cyano chloride: chất lỏng không màu, mùi hắc, nhiệt độ sôi 13,4°C, nhiệt độ đông đặc -6,5°C; ít tan trong nước, tan trong các dung môi hữu cơ và một số chất độc khác như: acid hydrocyanic, chloropicrin, yperit (khí mù tạt).
Trạng thái chiến đấu chủ yếu: thể khí; gây ngộ độc qua đường hô hấp. Độ độc kém acid hydrocyanic 2 lần, nhưng có khả năng gây kích thích mắt, đường hô hấp trên và không có thời kì ủ bệnh.
Khi bị trúng độc nặng, chóng mặt, khó thở, co giật, mất trí và chết do tim ngừng đập. Liều tử vong 0,4-0,8 mg/L (trong 5 phút).
Trong Chiến tranh thế giới lần thứ nhất, Quân đội Pháp đã sử dụng để chống quân Đức.

## Cơ chế giải độc
Cơ chế giải độc chất độc toàn thân là dùng các chất có chứa nhóm nitrit như natri nitrit, amyl nitrit, propyl nitrit... để tạo ra chất methemoglobin chứa nguyên tố sắt hóa trị 3 có khả năng liên kết với các chất độc toàn thân (nhất là liên kết với acid hydrocyanic) để giải phóng enzym cytochrome c oxidase (enzym này bị các chất độc toàn thân làm mất khả năng hoạt động khi chúng xâm nhập vào cơ thể), làm cho enzym cytochrome c oxidase có thể trở lại hoạt động bình thường, làm nhiệm vụ vận chuyển oxy từ máu cung cấp cho các mô tế bào.